# Cashel (Tipperary)
Cashel (irsk Caiseal Mumhan, «Stenfæstningen i Munster») er en by med  2.936 indbyggere (2006) i County Tipperary i det sydlige Irland. Det er også ærkebispesæde for den romersk-katolske kirke og bispesæde for den anglikanske kirke. 
Byen ligger i nærheden af motorvejen M8 fra Dublin til Cork. Cashel er særlig kendt for fæstningen Rock of Cashel, et sted som består af en kirke i ruiner og fæstningsværker, og var tidligere sæde for kongen i Munster i flere hundrede år før normannernes invasion af Irland.

## Historie
Byen er opstået omkring fætningen som  er en høj befæstet med kalksten, som stiger brat op fra den frugtbare slette Golden Vale (Den gylne dal). Toppen af forhøjningen er kronet af en gruppe med bemærkelsesværdige ruiner. Denne hovedstad fra oldtiden har mistet sin betydning og på grund af det faldt indbyggertallet til under 3000 mennesker. Oprindelig var stedet kendt som Fairy Hill eller irsk Sid-Druim, og var i den førkristelige tidsalder en ringborg eller fæstning for «Eóganachta», som er oldtidsirsk for efterkommerne af høvdingerne eller kongerne i Munster. I 300-tallet grundlagde Eóganachta-klanen deres hovedstad på og rundt om højen og kongen af Munster styrede sit kongerige herfra.
977 blev Brian Boru kronet her som den første konge af Cashel og Munster, der efter fem hundrede år ikke kom fra Eóganachta-klanen. I 1101 gav hans efterkommer kong Muircheartach Ua Briain stedet til biskoppen af Limerick. 
Ved kirkemødet i Cashel 1172 accepterede de irske biskopper, at kong Henrik 2. af England havde overherredømmet over Irland, som lord af Irland, da dette var blevet godkendt af Pave Alexander 3..
I 1647 under de Irske Forbundskrige blev Cashel stormet og hærget af engelske parlamentssoldater og omkring 1000 irsk-katolske soldater og civile, blandt andet flere prominente præster blev dræbt. 